# Friedrich Wilhelm Landmesser
Friedrich Wilhelm Landmesser (* 10. April 1810 in Konitz; † 5. Januar 1891 in Danzig) war katholischer Geistlicher und Mitglied des Deutschen Reichstags.

## Leben
Landmesser besuchte das Gymnasium in Konitz und die Universität Breslau. Er unternahm größere Reisen und wurde Pfarrer und Seelsorger. Weiter war er Bischöflicher Schulrevisor, Mitglied der städtischen Schuldeputation und Präses des Vinzenz-Vereins, sowie Vizepräses des Pius-Vereins.
Von 1881 bis 1884 war er Mitglied des Deutschen Reichstags für den Reichstagswahlkreis Regierungsbezirk Danzig 2 und die Deutsche Zentrumspartei.